# Daniel Navarro
Daniel Navarro García (Salamanca, 18 juli 1983) is een Spaans voormallig wielrenner.

## Carrière
Hij begon zijn professionele carrière bij Liberty Seguros en bleef bij die ploeg toen die overging in Astana Qazaqstan. In 2011 en 2012 reed hij voor het Deense Saxo Bank-SunGard, waar zijn landgenoot Alberto Contador ook een contract had. Tussen 2013 en 2018 reed hij voor Cofidis en in 2019 reed hij voor Team Katjoesja Alpecin.

## Belangrijkste overwinningen
2010
5e etappe Critérium du Dauphiné
2012
3e etappe Ronde van de Ain
2013
Ronde van Murcia
2014
13e etappe Ronde van Spanje

## Resultaten in voornaamste wedstrijden
| Jaar | Ronde van Italië | Ronde van Frankrijk | Ronde van Spanje |
| ---- | ---------------- | ------------------- | ---------------- |
| 2005 |                  |                     |                  |
| 2006 | 91e              |                     |                  |
| 2007 |                  | opgave              |                  |
| 2008 |                  |                     |                  |
| 2009 | 31e              |                     | 13e              |
| 2010 |                  | 49e                 |                  |
| 2011 | 44e              | 62e                 |                  |
| 2012 |                  |                     | 55e              |
| 2013 |                  | 9e                  |                  |
| 2014 |                  | opgave              | 10e (1)          |
| 2015 |                  | 66e                 | 30e              |
| 2016 |                  | opgave              |                  |
| 2017 |                  | 27e                 | 81e              |
| 2018 |                  | 45e                 |                  |
| 2019 |                  |                     | 40e              |
| 2020 | 48e              |                     |                  |
| 2021 |                  |                     | 24e              |
| 2022 |                  |                     | 44e              |
| 2023 |                  |                     | 39e              |

| Jaar | Luik-Bast.‑Luik | Ronde van Lombardije | Parijs-Tours | Clásica San Sebastián |  | WK op de weg |  | Wereldranglijsten |
| ---- | --------------- | -------------------- | ------------ | --------------------- |  | ------------ |  | ----------------- |
| 2005 |                 |                      | 84e          |                       |  |              |  |                   |
| 2006 |                 | opgave               | opgave       |                       |  |              |  |                   |
| 2007 |                 |                      |              |                       |  |              |  |                   |
| 2008 |                 |                      |              |                       |  |              |  | 16e (UPT)         |
| 2009 |                 |                      |              | 72e                   |  |              |  | 121e (UWK)        |
| 2010 |                 |                      |              | opgave                |  |              |  | 190e (UWK)        |
| 2011 |                 |                      |              | 24e                   |  |              |  |                   |
| 2012 |                 |                      |              |                       |  |              |  |                   |
| 2013 | 103e            |                      |              |                       |  |              |  |                   |
| 2014 | opgave          |                      |              |                       |  | opgave       |  |                   |
| 2015 |                 |                      |              | opgave                |  |              |  |                   |
| 2016 | 34e             |                      |              |                       |  |              |  |                   |
| 2017 |                 |                      |              |                       |  |              |  |                   |
| 2018 | opgave          |                      |              | 39e                   |  |              |  |                   |
| 2019 |                 | opgave               |              |                       |  |              |  |                   |
| 2020 |                 | 22e                  |              |                       |  |              |  |                   |
| 2021 |                 |                      |              | opgave                |  |              |  |                   |
| 2022 |                 |                      |              | opgave                |  |              |  |                   |
| 2023 |                 |                      |              |                       |  |              |  |                   |

## Ploegen
- 2005 –  Liberty Seguros-Würth Team
- 2006 –  Astana-Würth Team [a]
- 2007 –  Astana
- 2008 –  Astana
- 2009 –  Astana
- 2010 –  Astana
- 2011 –  Saxo Bank Sungard
- 2012 –  Team Saxo Bank-Tinkoff Bank [b]
- 2013 –  Cofidis, Solutions Crédits
- 2014 –  Cofidis, Solutions Crédits
- 2015 –  Cofidis, Solutions Crédits
- 2016 –  Cofidis, Solutions Crédits
- 2017 –  Cofidis, Solutions Crédits
- 2018 –  Cofidis, Solutions Crédits
- 2019 –  Team Katjoesja Alpecin
- 2020 –  Israel Start-Up Nation
- 2021 –  Burgos-BH vanaf 12 maart
- 2022 –  Burgos-BH
- 2023 –  Burgos-BH

Andrle ·
Baranowski · 
Barredo · 
Beloki ·
Caruso · 
Contador ·
Davis ·
de Kort ·
Etxebarria ·
Gil ·
González de Galdeano ·
Heras ·
Hernández ·
Hruška ·
Jaksche ·
Kemps ·
Navarro ·
Nozal ·  
Paulinho ·
Ramírez ·
Redondo ·
Ribeiro (tot 30/04) ·
L. L. Sánchez ·
Santos ·
Scarponi ·
Serrano ·
Vicioso ·
Rojas (stagiair) ·
E. Sánchez (stagiair)
Abellán ·
Baranowski · 
Barredo · 
Bazajev ·
Beloki ·
Caruso · 
Contador ·
Davis ·
de Kort ·
Etxebarria ·
Jakovlev ·
Jaksche ·
Kasjetsjkin ·
Kemps ·
Navarro ·
Nozal ·  
A. Osa · 
U. Osa ·
Paulinho ·
Ramírez ·
Redondo ·  
Rojas ·
E. Sánchez ·
L. L. Sánchez ·
Santos ·
Scarponi ·
Serrano ·
Vicioso ·
Vinokoerov
Abakoumov ·
Bazajev ·
Colom ·
de Kort ·
Frei ·
Goerov ·
Haselbacher ·
Iglinski ·
Ivanov ·
Jakovlev ·
Joachim · 
Kasjetsjkin (tot 31/08) · 
Kemps · 
Kessler (tot 15/07) ·
Klöden ·  
Kolesov ·
Mazet · 
Mazzoleni (tot 15/07) ·
Michajlov ·
Mizoerov ·  
Morabito ·
Moeravjov · 
Navarro ·
Rast ·
Redondo (tot 15/08) ·  
Savoldelli ·
Schär · 
Sladkov ·
Vinokoerov (tot 31/07) 
Bazajev ·
Brajkovič ·
Colom ·
Contador ·
de Kort ·
Frei ·
Goesev (tot 31/07) ·
Haselbacher ·
Horner ·
Iglinski ·
Ivanov ·
Jakovlev ·
Joachim · 
Kemps · 
Kirejev ·
Klöden ·  
Köpeşov ·
Leipheimer ·
Mazet · 
Mizoerov ·  
Morabito ·
Moeravjov · 
Navarro ·
Noval ·
Paulinho ·
Rast ·
Rubiera ·  
Schär · 
Vaitkus ·
Zejts
Armstrong ·
Bazajev ·
Brajkovič ·
Contador ·
Dmitriev ·
Dyaçenko ·
Hernández ·
Horner ·
Iglinski · 
Kirejev ·
Klöden ·  
Köpeşov ·
Leipheimer ·  
Morabito ·
Moeravjov · 
Navarro ·
Noval ·
Paulinho ·
Popovytsj ·
Raimbekov ·
Rast ·
Renev ·
Rubiera ·  
Schär · 
Vaitkus ·
Vinokoerov ·
Yoandri ·
Zejts ·
Zubeldia
Bazajev ·
Contador ·
A. Davis ·
S. Davis ·
de la Fuente ·
Dmitriev ·
Dyaçenko ·
Fofonov ·
Gasparotto ·
Goerov ·
Hernández ·
Hryvko ·
M. Iglinski · 
V. Iglinski ·
Jufré ·
Kirejev ·
Navarro ·
Nepomnyaşşïy ·
Noval ·
Pereiro ·
Raimbekov ·
Renev ·
Selvaggi ·
Štangelj ·  
Tiralongo · 
Vinokoerov ·
Zejts
Bellis · 
Boaro ·
Christensen ·
Contador ·
Cooke ·
Didier ·
J. J. Haedo ·
L. S. Haedo ·
Hoestov ·
Hernández ·
Jørgensen ·
Klostergaard ·
Larsson ·
Majka ·
Marycz ·
Mørkøv ·
Navarro ·
Noval ·
Nuyens ·
Porte ·
Roberts ·
C. A. Sørensen ·
N. Sørensen · 
Steensen ·
Tanner ·
Tosatto ·
Vandborg ·
Margaliot (stagiair)
Boaro ·
Cantwell · 
Christensen ·
Contador ·
J. J. Haedo ·
L. S. Haedo ·
Hoestov ·
Hernández ·
Juul-Jensen ·
Jørgensen ·
Klostergaard ·
Kroon ·
Lund ·
Majka ·
Margaliot ·
Marycz ·
Miyazawa ·
Mørkøv ·
Navarro ·
Noval ·
Nuyens ·
Paulinho ·
Pires ·
Roberts ·
C. A. Sørensen ·
N. Sørensen · 
Steensen ·
Tanner ·
Tosatto ·
Vinther
Bagot ·
Barle · 
Bescond · 
Bessy · 
Cammaerts ·
Coppel ·
Edet ·
Fouchard ·
García ·
Ghyselinck ·
Hardy ·
Jõeäär ·
Labbe ·
Le Mével ·
Lemarchand ·
Levarlet ·
Maté · 
Molard ·
Navarro · 
Petit ·
Poulhiès ·
Sijmens · 
Taaramäe · 
Valentin · 
Zingle ·
Lavery (stagiair) · 
Venturini (stagiair) · 
Verhelst (stagiair) 
Bagot ·
Bescond · 
Cammaerts ·
Coppel ·
Edet ·
Fouchard ·
García ·
Hardy ·
Jõeäär ·
Laporte ·
Le Mével ·
Lemarchand ·
Lemoine ·
Levarlet ·
Maté · 
Molard ·
Navarro · 
Petit ·
Poulhiès ·
Sénéchal · 
Simon ·
Taaramäe · 
Venturini · 
Verhelst ·
Zingle ·
Chetout (stagiair) · 
Kowalski (stagiair) · 
Turgis (stagiair) 
Ahlstrand · Bagot · N.Bouhanni · Chainel · Chetout · Edet · Hardy · Jõeäär · Laporte · Lemoine · Maté · Molard · Navarro · Petit · Rollin · Rossetto · Sénéchal · Simon · Soupe · Turgis · Van Staeyen · Vanbilsen · Venturini · Verhelst · Zingle · R.Bouhanni (stagiair) · Hofstetter (stagiair) · San Sebastián (stagiair)
Ahlstrand · Bagot · N.Bouhanni · R.Bouhanni · Božič · Chetout · Cousin · Edet · Hardy · Hofstetter · Jeannesson · Jõeäär · Laporte · Lemoine · Maté · Molard · Navarro · Perez · Rossetto · Sénéchal · Simon · Soupe · Turgis · Van Staeyen · Vanbilsen · Venturini · Godon (stagiair) · Le Turnier (stagiair)
Bagot · Bonnafond · N. Bouhanni · R. Bouhanni · Chetout · Claeys · Cousin · Edet · Godon · Hofstetter · Laporte · Le Turnier · Lemoine · Maté · Navarro · Perez · Rossetto · Sénéchal · Simon · Soupe · A. Turgis · J. Turgis · Van Genechten · Van Staeyen · Vanbilsen · Venturini · Barceló (stagiair) · Lafay (stagiair) · T. Turgis (stagiair)
Bonnafond · N. Bouhanni · R. Bouhanni · Chetout · Claeys · Edet · Godon · Jesús Herrada · José Herrada · Hofstetter · Lafay · Laporte · Le Turnier · Lemoine · Maté · Navarro · Perez · Rossetto · Simon · Soupe · Teklehaimanot · A. Turgis · J. Turgis · Van Lerberghe · Van Staeyen · Vanbilsen · Morin (stagiair) · Puppio (stagiair) · Skaarseth (stagiair)
Battaglin · Biermans · Boswell · Cras · Debusschere · Dowsett · Fabbro · Gonçalves · Guerreiro · Haas · Haller · Hollenstein · Kittel · Koeznetsov · Kotsjetkov · Navarro · Politt · Smit · Špilak · Strachov · Tanfield · Würtz Schmidt · Zabel · Zakarin
Badilatti · Barbier · Biermans · Boivin · Brändle · Cataford · Cimolai · Dowsett · Einhorn · Goldstein · Greipel · Hermans · Hofstetter · Hollenstein · Martin · McCabe · Navarro · Neilands · Niv · Piccoli · Politt · Räim · Renard · Sagiv · Schelling · Sutherland · Vahtra · Van Asbroeck · Würtz Schmidt · Zabel
Aparicio · Bol · Cabedo · Díaz (vanaf 3/6) · Domingues · Ezquerra · Fuentes · Langellotti · López-Cózar · Madrazo · Molenaar · Moreno · Muller · Navarro · Okamika · Orts · Pelegrí · Peñalver · Räim · Rubio · Sánchez · Fernández (stagiair) · Franco (stagiair) · Martin (stagiair)
Alleno · Álvarez · Angulo · Aparicio · Ardila (tot 23/8) · Barthe · Bol · Díaz · Ezquerra · Fagundez · M. Fernández · Franco · Fuentes · Langellotti · Madrazo · Mora (vanaf 9/5) · Navarro · Okamika · Orts · Pelegrí · Peñalver · Sánchez · Delgado (stagiair) · S. Fernandez (stagiair)